# الحياة ولا شيء سواها (فلم)
الحياة ولا شيء سواها (بالفارسية: زندگی و دیگر هیچ) فيلم دراما، ومغامرات إيراني، كتبه وأخرجه المخرج الإيراني عباس كيارستمي عُرض في مهرجان كان السينمائي 1992، وهو الفيلم الثاني في ثلاثية كيارستمي المسماة على اسم قرية صغيرة في شمال إيران اسمها كوكر ونالت شهرة بظهور هذه الثلاثية من أفلام عباس كيارستمي وهي بالترتيب:
أين يقع منزل صديقي؟ 1987
الحياة ولا شيء سواها 1992
عبر أشجار الزيتون 1994

## عنوان الفيلم
بسبب وجود فيلم فرنسي آخر يحمل نفس الاسم «الحياة ولا شيء آخر La vie et rien d'autre» أنتج عام 1989، قام منتج الفيلم بوضع اسم مختلف على إعلانات الفيلم الإيراني هو «والحياة تستمر And Life Goes On».

## أحداث الفيلم
يقود المخرج السينمائي (فريد خيراميند) وابنه بويا (بوبا بايور) إلى المنطقة المنكوبة في شمال إيران بعد أيام قليلة من زلزال مانجيل، رودبار المدمر في يونيو 1990 والذي أسفر عن مقتل 40 ألف شخص وتشريد 500 ألف آخرين. يبحث المخرج عن بابك، وأحمد بور، نجوم فيلم «أين بيت الصديق؟» (صدر عام 1987 كان في الواقع من إخراج عباس كياروستامي وبطولة أحمدبور). أثناء عبور الأب والابن للطرق السريعة المزدحمة والطرق الترابية شديدة الانحدار التي تؤدي إلى قرية كوكر، يناقشان برج الاتصالات ويتجادلان حول المشاركين في إحدى مباريات كأس العالم لكرة القدم ليلة الزلزال؛ ينظر الصبي ووالده إلى الصفوف التي لا نهاية لها من الناجين الذين يخرجون من جبال الأنقاض؛ ويسألون العديد من السكان المحليين عن الاتجاهات والأخبار.
يقدم مخرج الفيلم وابنه أيضًا مساعدة في الوصول لأماكن مختلفة، لمجموعة من ممثلي الفيلم السابقين، كل منهم يواجهون السفر سيرًا على الأقدام.
يعترض طريقهم بطريقة مضحكة رجل مسن، ويتوقف المخرج وبويا في قرية الرجل المسن، حيث يتحدث المخرج مع حسين المتزوج حديثًا (حسين رضائي؛ يتم تكرار هذا المشهد مع خيراميند ورضاي، كممثلين، يلعبون نفس الأدوار في فيلم كياروستامي اللاحق «من خلال أشجار الزيتون» 1994)، وهذا الأخير يوضح لأم ثكلى أن الله لم يكن سبب الموت، كان الزلزال. بعد استئناف قيادتهما، يلتقط الثنائي ممثلًا آخر للفيلم، وينقلان الصبي إلى منزله المؤقت بجانب التل بينما يناقش هو وبويا نهائي كأس العالم. يستفسر مخرج الفيلم من بعض الفتيات قبل سن المراهقة عن سبب اعتقادهما أنهما نجا، قبل أن يترك ابنه لمشاهدة مباراة كرة قدم مع معارفه الجدد، وبمجرد العودة إلى الطريق، يعلم المخرج أن عائلة أحمد بور شوهدت للتو وهي تسير عائدين إلى قريتهم. يسارع للوصول إلى العائلة في كوكر، حيث تكافح السيارة الهاتشباك الصغيرة لتسلق المنحدرات الخطرة في المنطقة، وبعد محاولات فاشلة يصل مخرج الفيلم إلى القمة حيث يلتقط أحد المشاة الذي ساعده في الصعود. يواصل الاثنان مع وصول درجة فيفالدي للفيلم إلى تصعيد مرتفع مع تلاشي الصورة إلى اللون الأسود.

## الممثلون
فرهاد خيرادماند: في دور المخرج «عباس كيارستمى»، وهو ممثل غير معروف قام بتمثيل هذا الفيلم وأيضا فيلم «كيارستمى» التالى عام 1994 تحت عنوان «عبر أشجار الزيتون»
الطفل «بوبا بيور»: في دور ابن المخرج.
بالاشتراك مع: حسين ريفه - فرحنده فيدي - محرم فيدي - بحروفز ايديني - زيي بابي - محمد حسينره - حسين خادم - مسومة برونى.

## الموسيقى
وضع حسين علي زاده الموسيقى التصويرية للفيلم وحدثت خلافات كثيرة بينه وبين المخرج كيارستمى وصرححسين على زاده في تحقيق صحفى أن كيارستمى لا يدرك أهمية الموسيقى التصويرية لفيلمه. اكتفى المخرج بأصوات الطبيعة والأشخاص وبدأت الموسيقى التصويرية في الثلث الأخير من الفيلم مع مشاهدة بطل الفيلم لبوابة في وسط حطام المنازل تؤدى إلى مناطق بها زرع وتستمر الموسيقى عندما يلتقى بشاب أصر على الزواج ثاني أيام الزلزال. تأتى أيضا الموسيقى في المشهد النهائى والبطل يقود سيارته في اتجاه بعد أن تأكد من وجود الشاب الذي يبحث عنه.

## الجوائز
الفيلم حصل على جائزة مهرجان كان عام 1992 وحصل على جائزة النقاد في مهرجان ساو باولو في البرازيل São Paulo International Film Festival 1993

## روابط خارجية
- مقالات تستعمل روابط فنية بلا صلة مع ويكي بيانات